# Winfried Wackerfuß
Winfried Wackerfuß (* 1943 in Bonn) ist ein deutscher Historiker mit dem Schwerpunkt geschichtliche Landeskunde des Odenwaldes und seiner Randlandschaften.

## Leben
Er studierte Geschichte und Germanistik an der Johann Wolfgang Goethe-Universität in Frankfurt am Main, wo er 1971 sein erstes Staatsexamen ablegte. 1973 folgten nach dem zweijährigen Referendariat das zweite Staatsexamen und der Eintritt in den Schuldienst an der Albert-Einstein-Schule in Groß-Bieberau. Seit 2005 befindet er sich im Ruhestand.
Schon in den 1960er Jahren engagierte sich Wackerfuß für die örtliche Geschichte und für den Breuberg-Bund. Ab 1967 leitete er das Bildarchiv des Breuberg-Bundes. 1972 übernahm er die wissenschaftliche Leitung und 1979 die Schriftleitung der seit 1953 erscheinenden Vierteljahresschrift des Breuberg-Bundes Der Odenwald. Seit 1972 ist er auch Schriftleiter der Beiträge zur Erforschung des Odenwaldes und seiner Randlandschaften. Von 1982 an ist er Erster Vorsitzender des Breuberg-Bundes.
1979 wurde er in die Hessische Historische Kommission berufen, 1982 folgte die Berufung in den Denkmalbeirat des Landkreises Darmstadt-Dieburg. Von 1988 bis 2009 leitete er das Museum Schloss Lichtenberg.
Sein Forschungsschwerpunkt ist die geschichtliche Landeskunde des Odenwaldes und seiner Randlandschaften.

## Schriften
- Kultur-, Wirtschafts- und Sozialgeschichte des Odenwaldes im 15. Jahrhundert – Die ältesten Rechnungen für die Grafen von Wertheim in der Herrschaft Breuberg (1409–1484), Breuberg-Neustadt 1991.
- Das Zinsbuch der Herrschaft Breuberg von 1426, Breuberg-Neustadt 2004.
- Groß-Bieberauer Stadtlexikon, Groß-Bieberau 2012.
- Zeitschrift Der Odenwald[1]
- Acht Bände der Beiträge zur Erforschung des Odenwaldes und seiner Randlandschaften (1972–2013).[2]